# Колумбийско-российские отношения
Колумбийско-российские отношения — двусторонние дипломатические отношения между Колумбией и Россией. Государства являются членами ООН. Также Колумбия является членом Движения неприсоединения, а Россия наблюдателем этой международной организации.

## Общая характеристика стран
|                                | Россия                        | Колумбия                 |
| ------------------------------ | ----------------------------- | ------------------------ |
| Площадь, км²                   | 17 151 442                    | 1 141 748                |
| Население, чел.                | 146 887 438                   | 51 332 424               |
| Государственное устройство     | суперпрезидентская республика | президентская республика |
| Объём ВВП (ППС), $ млрд        | 1484                          | 271                      |
| ВВП на душу населения (ППС), $ | 11787                         | 18762                    |
| Военные расходы, $ млрд        | 61,7                          | 9,2                      |
| Численность вооружённых сил    | 3 600 000                     | 466 713                  |

## История

### СССР и Колумбия
- 25 июня 1935 — установление димпломатических отношений между СССР и Колумбией.[10]
- 1943 — открытие посольств в обеих столицах и обмен послами[11].
- 1948 — разрыв дипломатических отношений, в связи с обвинениями советской стороны в организации беспорядков в Боготе.[10]
- 19 января 1968 — восстановление дипломатических отношений СССР и Колумбии.[10]
- Июль 1979 — основание межправительственной комиссия по торгово-экономическому и научно-техническому сотрудничеству.[10]

### Российская Федерация и Колумбия
- 27 декабря 1991 — Колумбия признала Россию как государство-правопреемника СССР.
- Апрель 1994 — подписание договора об основах отношений между Колумбией и Россией[11][12].
- 2008 — основание Колумбийско-российской торговой палаты[10].
- Сентябрь 2012 — подписание соглашения об установлении побратимских связей между Тулой и Барранкильей[10].

## Отношения в области культуры

### 2013 год
- Февраль 2013 — гастроли коллектива МХАТ им. А. П. Чехова в концертном зале им. Х. М. Санто Доминго.[10]
- Март 2013 — участие двух российских хоровых коллективов на международном фестивале хорового искусства «Америка Кантат-2013».[10]

### 2015 год
- 2015 — российское посольство в Колумбии представило страну на Международном фестивале культуры в департаменте Бояка.[10]

### 2016 год
- 2016 — участие московского театра «Et Cetera» и коллектива В.Полунина на «Ибероамериканском театральном фестивале» в Боготе.[10]

### 2017 год
- 2017 — участие 500 российских исполнителей в рамках 3-го Боготинского фестиваля классической музыки.[10]
- 2017 — выступление российского хореографического ансамбля «Берёзка» в Колумбии.[10]

## Экономические отношения
На 2020 год российский экспорт в Колумбию составил сумму в 152.51 млн долларов США. А российский импорт из Колумбии составил сумму в 127.93 млн долларов США.

## Дипломатические представительства
- Россия имеет посольство в Боготе[15].
- Колумбия имеет посольство в Москве[16].